# Knorpelfische
Die Knorpelfische (Chondrichthyes, χονδριχθύες von altgriechisch χόνδρος chóndros „Knorpel“ und ἰχθύς ichthýs „Fisch“) sind eine Überklasse der Wirbeltiere (Vertebrata). Zu ihnen gehören die Haie (Selachii) mit mehr als 500 Arten, die Rochen (Batomorphi) mit über 630 Arten sowie die weniger bekannten Seekatzen (Chimaeriformes) mit etwa 55 Arten. Damit sind etwa 4 % der heute lebenden Fischarten Knorpelfische. Fast alle Knorpelfische leben im Meer, nur wenige Haie sowie die Süßwasserstechrochen kommen im Süßwasser vor.
Im Unterschied zu den Knochenfischen besteht das Skelett der Knorpelfische aus Knorpel, der jedoch durch Einlagerung von prismatischem Kalk hohe Festigkeit erlangen kann. Richtiges Knochengewebe wird nur ganz selten (bei großen, alten Haien, in Wirbelkörpern) gebildet; aber auch das Dentin der Placoidschuppen (s. u.) ist eigentlich ein Knochengewebe. Dies ist, neben der für Knorpelfische üblichen inneren Befruchtung mittels der aus dem mittleren Teil der Bauchflossen gebildeten Klasper, eine der wichtigsten Synapomorphien der Gruppe.

## Merkmale

### Allgemeine Merkmale

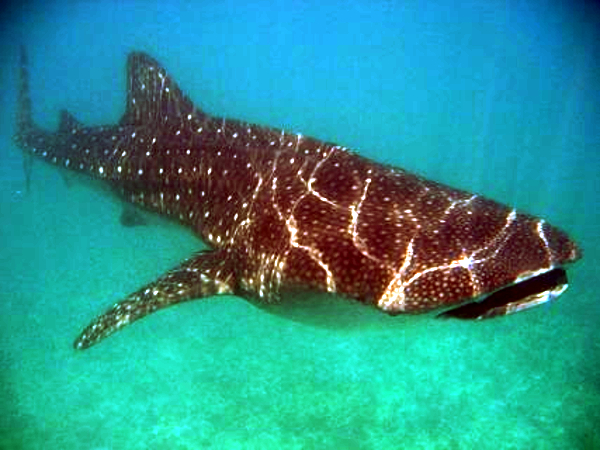
Der Walhai ist mit bis zu 14 Metern Körperlänge der größte Knorpelfisch.

Knorpelfische werden im Allgemeinen größer als Knochenfische. Dabei ist der Walhai (Rhincodon typus) mit einer Länge von 14 Metern und einem maximalen Gewicht von 12 Tonnen der größte heute lebende Knorpelfisch und zugleich größer als alle Knochenfischarten. Allerdings werden nur 20 % der Haiarten über zwei Meter lang, die Hälfte ist kürzer als ein Meter. Die kleinsten Haiarten erreichen eine Körperlänge von nur etwa 20 Zentimetern, der Zwerg-Laternenhai (Etmopterus perryi) ist dabei mit 16 bis 20 Zentimetern Körperlänge und einem Gewicht von nur 150 Gramm die kleinste Haiart. Der größte Rochen ist der Mantarochen mit einer Brustflossenspannweite von bis zu sieben Metern und einem Gewicht von 1,5 Tonnen; auch hier gibt es allerdings viele kleine Arten mit weniger als 20 Zentimetern Körperlänge und Spannweite. Die Seekatzen werden im Schnitt etwa einen Meter lang.

### Äußere und innere Charakteristika
Die Haut der Seekatzen ist weitgehend nackt, die der Elasmobranchii (Haie und Rochen) ist von winzigen, zahnartigen Placoidschuppen bedeckt, wobei auch bei den Holocephalii einzelne Placoidzähne oder umgewandelte Placoidzähne in Form von Tentakeln, welche in die Kopulation involviert zu sein scheinen, vorhanden sind. Knorpelfische haben keine Schwimmblase. Das geringe Gewicht des Knorpelskeletts, eine große ölhaltige Leber und bei vielen pelagischen Arten große, tragflächenartige Brustflossen helfen beim Auftrieb. Knorpelfische haben meist fünf, einige ursprüngliche Formen auch sechs oder sieben Kiemenbögen; die Kiemenspalten münden bei den Haien und Rochen frei nach außen und sind bei den Seekatzen durch einen Kiemendeckel geschützt. Der Mitteldarm ist (zumindest großteils) als Spiraldarm ausgebildet.

## Lebensweise
Fast alle Knorpelfische leben im Meer, sind also marin, nur wenige, wie der Bullenhai (Carcharhinus leucas), sowie die Sägerochen (Pristidae) und einige Stechrochen (Dasyatidae) steigen auch Flüsse hinauf. Die Süßwasserstechrochen (Potamotrygonidae) leben permanent im Süßwasser.
Angaben über das Verhalten von Knorpelfischen liegen nur bei wenigen Arten vor und stammen vor allem aus den letzten Jahrzehnten, in denen eine intensivere Erforschung stattgefunden hat. Viele Arten sind wissenschaftlich allerdings nur aus wenigen Einzelfängen bekannt, Untersuchungen zu ihrer Lebensweise liegen also im Regelfall nicht vor. Den Schwerpunkt der wissenschaftlichen Forschung stellen Haie und Rochen der küstennahen Gebiete sowie eine Reihe von wirtschaftlich interessanten Hochseeformen dar. Hinzu kommen vor allem durch ihre Größe oder durch ihre Bedeutung als potenziell gefährliche Arten besonders markante Haie und Rochen der Hochsee. Vor allem die große Zahl der eher kleinen Haie, Rochen und Seekatzen sowie die Arten der küstenfernen Gebiete und die Tiefseeformen sind dagegen nur wenig erforscht und viele Beobachtungen über die Lebensweise und die Faunistik stammen von interessierten Hobbyforschern, die überwiegend Sporttaucher sind.

### Ernährung
Alle Knorpelfische sind carnivor. Große Haie gehören zu den Spitzenprädatoren der Meere und ernähren sich vor allem von Knochenfischen. Die meisten Rochen und viele Haiarten ernähren sich von hartschaligen Krebs- und Weichtieren und haben ein speziell dazu angepasstes Gebiss aus Pflasterzähnen. Einige Großformen wie Wal-, Riesen- und Riesenmaulhai sowie der Teufelsrochen sind allerdings Zooplanktonfresser (s. Kiemenreuse).

### Fortpflanzung und Entwicklung

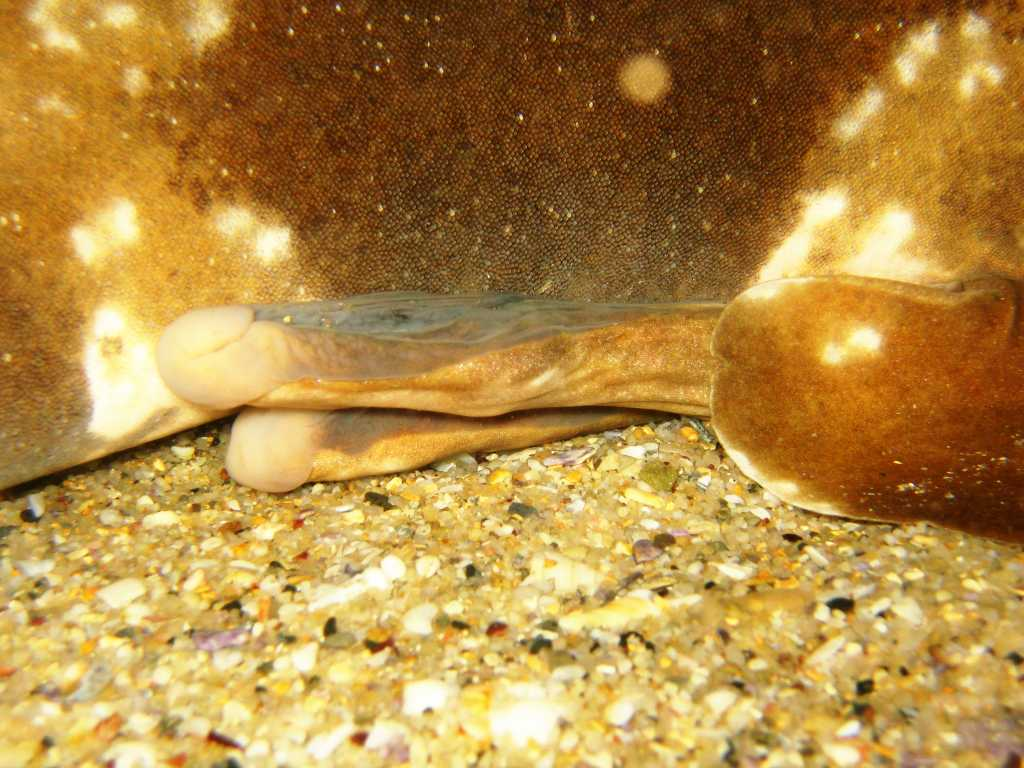
Klasper des Gemeinen Teppichhais

Die Begattung der Knorpelfische erfolgt durch die bei den Männchen ausgebildeten Klasper, auch als Mixopterygia bezeichnet, die ähnlich einem Penis in die Kloake des Weibchens eingeführt werden. Dabei wird immer nur einer der beiden Klasper genutzt und für die Kopulation in einem Winkel von etwa 90° abgespreizt. Zur Fixierung der Klasper in der Kloake besitzen sie an den Spitzen bei Haien und Rochen oft knorpelige Dornen und die dreiteiligen Klasper der Seekatzen sind an ihrer Spitze mit dornförmigen Placoidschuppen ausgestattet. Die Klasper enthalten eine dorsale Rinne, durch die die Spermienpakete in die weibliche Genitalöffnung geschwemmt werden. Der zu diesem Zweck notwendige Schleim wird bei den Haien in einem speziellen Siphonalsack, der zwischen der Bauchhaut und der Muskulatur liegt, und bei den Rochen in einer Klasperdrüse gebildet; direkt vor der Begattung wird dieser Sack mit Wasser gefüllt und der darin enthaltene Schleim entsprechend verdünnt, bevor er durch die Öffnung an der Basis der Klaspern gemeinsam mit den Spermien in die Rinne gespült wird.

Eikapsel der Katzenhaie

Etwa 43 % der Knorpelfische legen Eier, sind also ovipar, während die restlichen Arten ovovivipar oder vivipar sind, also lebende Junge zur Welt bringen. Die Oviparie wird entsprechend den Verwandtschaftsbeziehungen innerhalb der Knorpelfische als ursprüngliche Fortpflanzungsform angesehen. Sie ist bei den Seekatzen, den Stierkopfhaien (Heterodontiformes), den Katzenhaien (Scyliorhinidae) sowie etwa der Hälfte der Ammenhaiartigen (Orectolobiformes) vorhanden. Innerhalb der Rochen legen zudem die Echten Rochen (Rajidae) Eier, die sich in ihrer rechteckigen Form allerdings von denen der Haie und Seekatzen unterscheiden; die Oviparie wird bei ihnen entsprechend als sekundäre Anpassung an ihre Lebensweise in Kaltgewässern betrachtet.

## Evolution und Systematik

### Stammesgeschichte
Der Ursprung der Knorpelfische liegt im Dunkeln, eine Abstammung von den Placodermi wird heute nicht mehr vermutet. Hautzähne aus dem Oberordovizium vor 455 Millionen Jahren sind möglicherweise die ersten fossilen Überreste von frühen Knorpelfischen. Auch Placoidschuppen, die in Zentralasien gefunden wurden und aus dem Untersilur stammen, werden frühen Knorpelfischen zugeordnet.

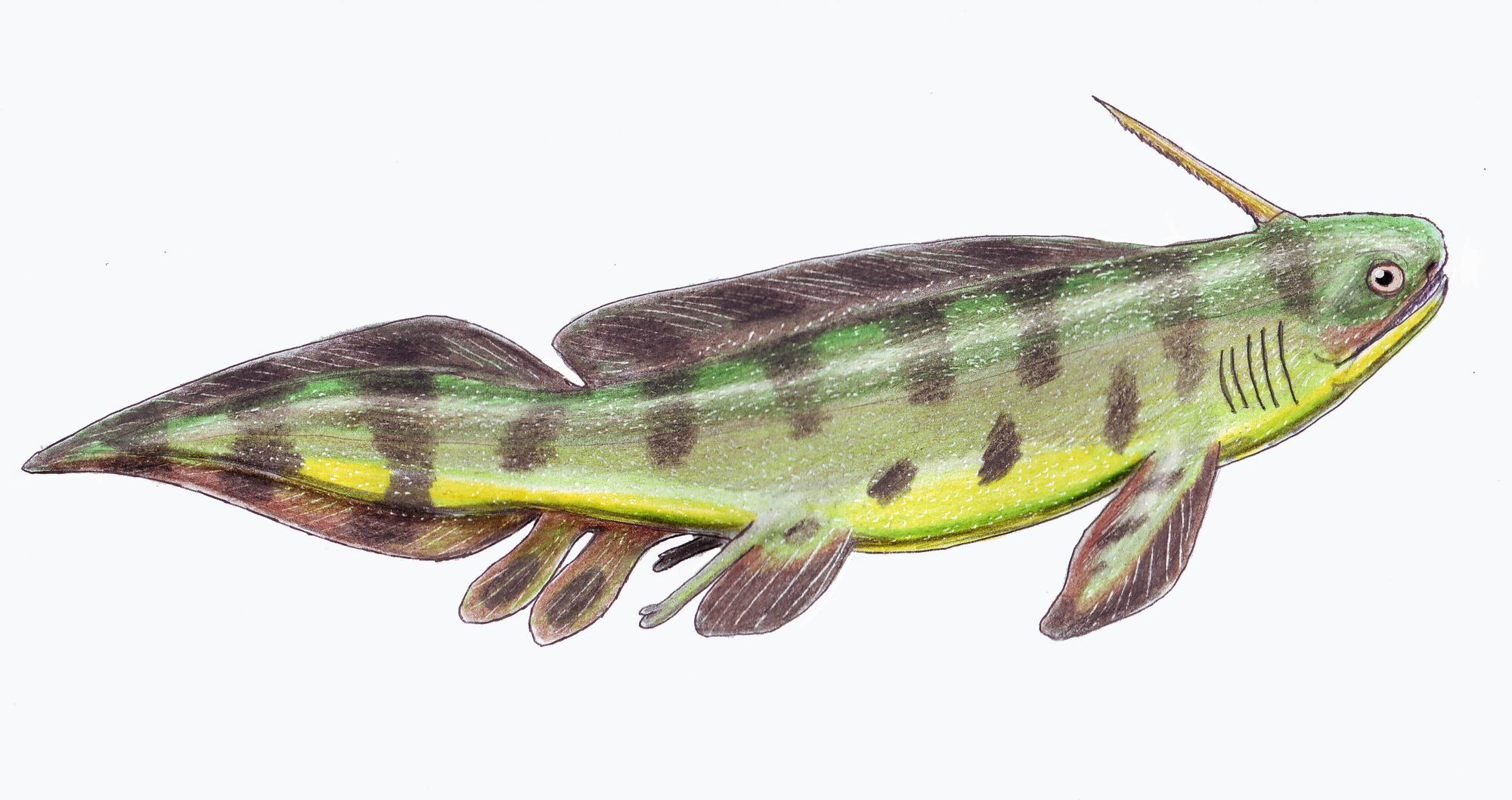
Expleuracanthus gaudri, Lebendrekonstruktion

Aus dem Unterdevon vor 418 Millionen Jahren stammen die ersten vollständigen Zähne, das erste intakte Fossil Doliodus problematicus ist 409 Millionen Jahre alt, Pucapampella aus dem frühen Devon von Südafrika ist möglicherweise noch älter. Die meisten frühen Knorpelfische lebten im Gegensatz zu den heutigen in Süßgewässern, die Xenacanthiformes werden deshalb auch Süßwasserhaie genannt. Im Oberdevon und im Karbon erlebten die Knorpelfische eine erste Radiation. Charakteristische, dreispitzige und sehr oft gefundene Haizähne wurden als „Cladodus“ beschrieben. „Cladodus“ gilt heute allerdings nicht mehr als eine gültige Gattung. Der cladodonte Zahntyp tritt bei vielen paläozoischen Knorpelfischtaxa auf, unter anderem bei Cladoselache, einem sehr gut erforschten haiartigen Knorpelfisch aus dem Oberdevon, und bei den Symmoriida, zu denen der seltsame Stethacanthus gehört, der auf dem Rücken einen ambossartigen und an der Oberfläche bezahnten Flossenstachel trug. Weitere paläozoische Knorpelfischtaxa sind die Orodontida, die bis zu vier Meter lang wurden und die Eugeneodontida, die im Unterkiefer eine Spirale nachwachsender Zähne besaßen. Beide Gruppen gehören möglicherweise zu den Holocephali.
Die Plattenkiemer traten erstmals im unteren Jura auf. Sie entwickelten sich, wie ihre Schwestergruppe, die Hybodontiformes, die im Trias und im Jura die dominanten Knorpelfische waren, aus den Ctenacanthiformes.

### Systematik
Siehe auch: Systematik der Knorpelfische

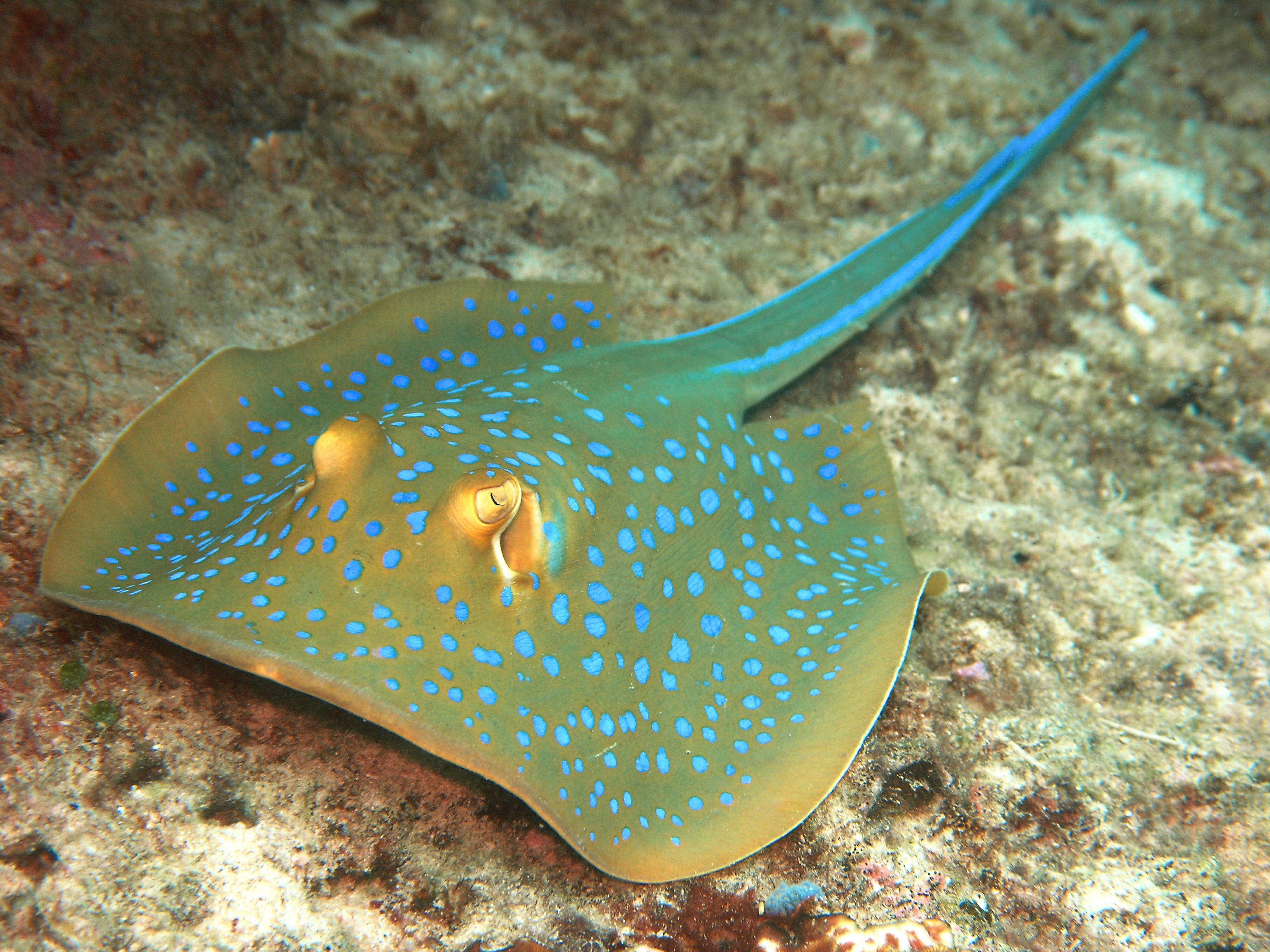
Blaupunktrochen (Taeniura lymma)

Die Knorpelfische werden in zwei Unterklassen, die Plattenkiemer (Elasmobranchii) und die Holocephali unterteilt. Die Holocephali enthalten vor allem ausgestorbene und nur eine noch rezente Untergruppe, die Seekatzen. Zu den Plattenkiemern gehören die Haie und die Rochen.
- Knorpelfische
  - Plattenkiemer (Elasmobranchii)
    - Haie (Selachii)
    - Rochen (Batomorphi)

  - Holocephali
    - Seekatzen (Chimaeriformes)

Die innere Systematik der Elasmobranchii war einige Zeit unsicher und umstritten. Dabei ging es vor allem darum, ob die Rochen ein gleichrangiges Taxon neben den Haien oder nur eine Ordnung der squalomorphen Haie bilden. Sie wurden traditionell, nach der äußeren Erscheinung in Haie und Rochen gegliedert. 1996 wurden die Elasmobranchii von de Carvalho und Shirai unabhängig voneinander nach morphologischen Merkmalen in zwei monophyletische Taxa gegliedert, die Galeomorphi (Galea bei Shirai), zu denen vor allem große, das Freiwasser bewohnende Haie gehören, und die Squalea, zu denen viele bodenbewohnende sowie Tiefseehaie und auch die Rochen gehören. Die Haie wären demzufolge lediglich ein paraphyletisches Formtaxon.
Inzwischen gibt es zahlreiche molekularbiologische Untersuchungen, die eine basale Auftrennung (Dichotomie) von Haien und Rochen bestätigen. Die morphologischen Übereinstimmungen der squalomorphen Haie mit den Rochen sind danach konvergent entstanden. Da sich die Rochen, genau so wie die modernen Haie, schon seit dem frühen Jura in der fossilen Überlieferung nachweisen lassen, wird eine Abstammung der Rochen am Endpunkt einer langen Evolutionslinie der Squalea auch nicht von paläontologischen Daten gestützt.
Im Folgenden wird die innere Systematik der Elasmobranchii dargestellt:
- Elasmobranchii
  - Haie (Selachii)
    - Galeomorphii
      - Stierkopfhaiartige (Heterodontiformes)
      - Ammenhaiartige (Orectolobiformes)
      - Makrelenhaiartige (Lamniformes)
      - Grundhaie (Carcharhiniformes)

    - Squalomorphii
      - Hexanchiformes
      - Nagelhaie (Echinorhiniformes)
      - Dornhaiartige (Squaliformes)
      - Engelhaie (Squatiniformes)
      - Sägehaiartige (Pristiophoriformes)

  - Rochen (Batomorphi)
    - Rajiformes
    - Zitterrochenartige (Torpediniformes)
    - Geigen- und Sägerochen (Rhinopristiformes)
    - Stechrochenartige (Myliobatiformes)

## Knorpelfische und Menschen
Eine Reihe von Knorpelfischen, vor allem größere Arten der Haie und Rochen, werden vom Menschen als Nahrungsmittel genutzt. Pro Jahr werden etwa 700.000 Tonnen dieser Tiere direkt gefangen, hinzu kommen etwa 230.000 Tonnen, die als Beifang in der Fischerei anfallen. Insgesamt entspricht dies einer Gesamtanzahl von etwa 8,3 Millionen Individuen jährlich, die durch die Fischerei der Menschen getötet werden. Die Nutzung erfolgt dabei unterschiedlich intensiv; im Fall der „Flossenfischerei“ werden beispielsweise nur die Flossen meist großer Haie abgeschnitten und für die Zubereitung der Haifischflossensuppe genutzt, der Rest des Tieres wird dagegen als Abfall entsorgt (ein Hai ohne Brustflossen geht elend „zu Grunde“).

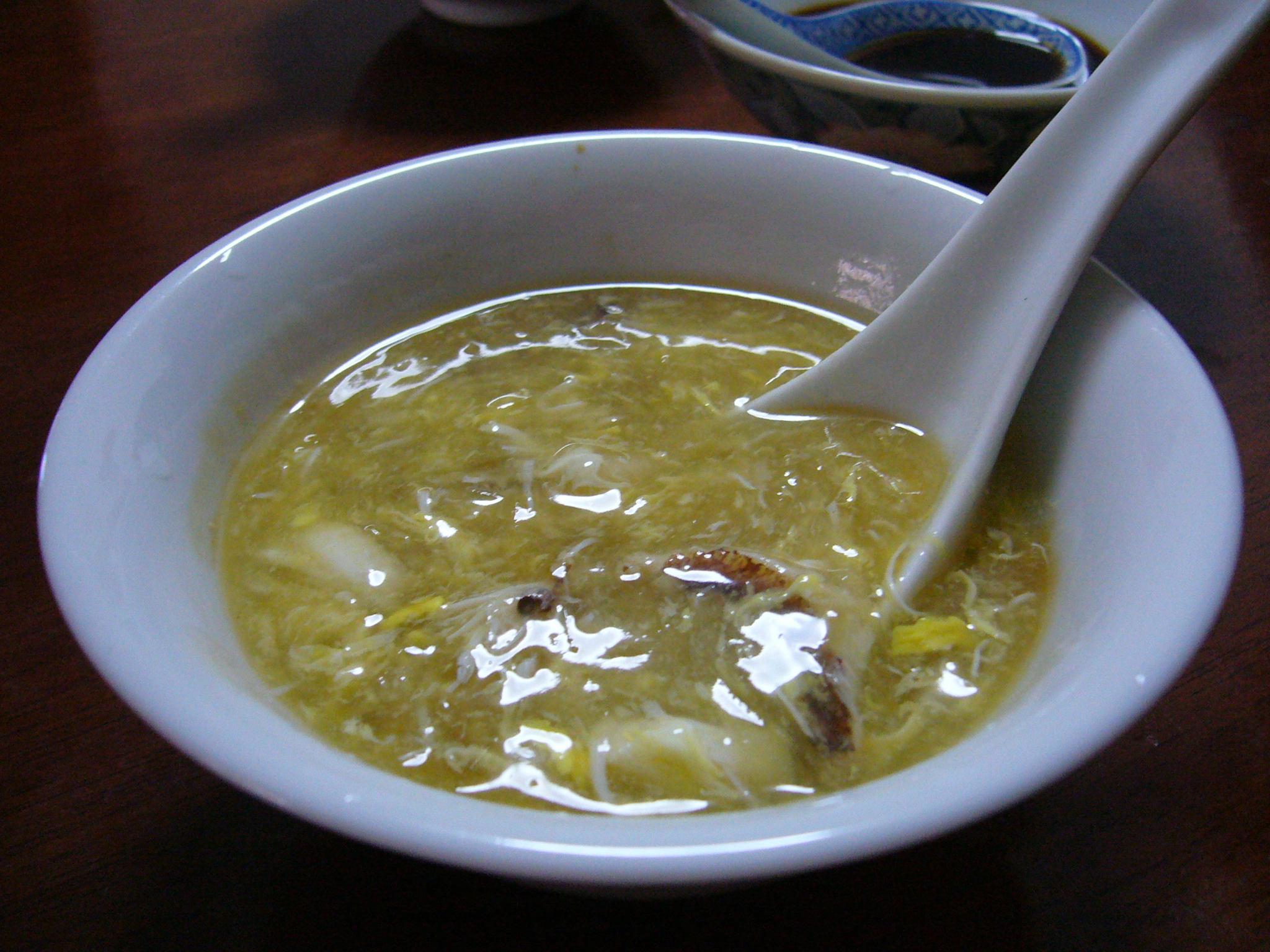
Haifischflossensuppe

Besonders häufig benutzt man den Hai in der asiatischen Küche. Hauptzutat ist dabei die Haifischflosse, die für die Haifischflossensuppe oder andere Gerichte und in der chinesischen Küche auch als Ganzes verwendet wird (dazu werden Teile von Haien getrocknet in der Traditionellen Chinesischen Medizin genutzt). Aber auch in anderen Ländern gilt der Hai als Nahrungsmittel: Die Inuit in Grönland trocknen das Fleisch des Grönlandhais oder fermentieren es zur regionalen Delikatesse „tipnuk“. In Island und auf den Färöern wird Grönlandhai ebenfalls durch Fermentation genießbar gemacht. (Da Haie Harnstoff in ihren Körperzellen einlagern, muss das Fleisch dadurch entgiftet werden.)
Spezielle und hinsichtlich der Küche wertvolle Haie werden vor allem in Europa unter anderen Namen verkauft. Die Industrie vermarktet den Fisch vorsichtig, dennoch wird er oftmals unbewusst konsumiert. Hierzu gehören vor allem die Bezeichnungen „Seeaal“ und Schillerlocke für Dornhai-Zubereitungen und Saumonette und Rocksalmon für Katzenhaie. Rochen werden in Europa vor allem im Mittelmeerraum genutzt.

### Gefährdung
Die Gefahr des Aussterbens innerhalb der nächsten Jahrzehnte durch Überfischung und sonstige menschliche Aktivitäten besteht inzwischen für etwa ein Viertel der Knorpelfischarten. Besonders große, küstennah lebende Arten sind gefährdet. Unter den sieben am meisten gefährdeten Familien sind fünf Rochenfamilien und zwei Haifamilien (Engelhaie und Fuchshaie).
Zurzeit (2023) stuft die IUCN von 1.234 gelisteten Arten, 91 Arten (Critically Endangered) vom Aussterben bedroht, 124 Arten als stark gefährdet (Endangered) und 182 Arten als gefährdet (Vulnerable), insgesamt 397 Arten. 173 Arten können aktuell nicht bewertet werden (data deficient).